# رونالد ریگان
رونالد ویلسن ریگان (به انگلیسی: Ronald Wilson Reagan) (۶ فوریه ۱۹۱۱ – ۵ ژوئن ۲۰۰۴) سیاستمدار و هنرپیشه سابق آمریکایی بود که به‌عنوان چهلمین رئیس‌جمهور ایالات متحده آمریکا بین سال‌های ۱۹۸۱ تا ۱۹۸۹ از حزب جمهوری‌خواه فعالیت می‌کرد. پیش از آن، او سی و سومین فرماندار ایالت کالیفرنیا بین سال‌های ۱۹۶۷ تا ۱۹۷۵ بود.
ریگان که زاده تمپیکو، ایلینوی و بزرگ شدهٔ دیکسن، ایلینوی بود، در یوریکا کالج تحصیل کرد و در اقتصاد و جامعه‌شناسی لیسانس گرفت. پس از فارغ‌التحصیلی، ریگان ابتدا به آیووا رفت تا به کار در یک رادیو بپردازد، و سپس، در ۱۹۳۷، به لس آنجلس رفت که در آنجا کارش به عنوان هنرپیشه را، ابتدا در فیلم‌ها و سپس در تلویزیون شروع کرد. برخی از سرشناس‌ترین فیلم‌های او عبارتند از نوت راکنی آمریکایی (۱۹۴۰), ردیف پادشاهان (۱۹۴۲), ووقت خواب برای بونزو (۱۹۵۱). ریگان به عنوان رئیس صنف بازیگران صحنه و سپس سخنگوی جنرال الکتریک (جی‌ئی) کار کرد؛ نقطه شروع او در سیاست در طی کارش در جی‌ئی رخ داد. مواضع او که در ابتدا عضو حزب دمکرات بود، در دههٔ ۱۹۵۰ به سوی راست متمایل شد، و در ۱۹۶۲ به حزب جمهوری‌خواه پیوست.
او پس از ایراد یک سخنرانی مهیج در حمایت از نامزدی بری گلدواتر برای ریاست جمهوری در ۱۹۶۴ توجه ملی را به خود جلب کرد، دو سال بعد در انتخابات فرمانداری کالیفرنیا پیروز شد و در ۱۹۷۰ برای دور دوم به این سمت انتخاب شد. او در تلاش برای نامزدی حزب جمهوری‌خواه در انتخابات ریاست جمهوری در ۱۹۶۸ و انتخابات ریاست جمهوری ۱۹۷۶ در شکست خورد ولی در ۱۹۸۰ در هر دو نامزدی پیروز شد و رئیس‌جمهور وقت، جیمی کارتر را شکست داد.
ریگان در دوره ریاست جمهوری خود ابتکارات نوین سیاسی و اقتصادی فراگیری را به کار بست. سیاست‌های اقتصادی سوی عرضهٔ او، که Reaganomics خوانده شده، از کاهش نرخ مالیات برای افزایش رشد اقتصادی، کنترل کردن عرضه پول برای کاهش تورم، مقررات زدایی از اقتصاد، و کاستن از هزینه کردن دولت حمایت می‌کرد. سیاست‌های اقتصادی او منجر به کاهش تورم از ۱۲٫۵٪ به ۴٫۴٪ و نرخ رشد اقتصادی متوسط سالانه واقعی ۳٫۴۴٪ شد. او در دوره اولش از یک سوء قصد جان سالم به در برد، سیاست سختی در قبال اتحادیه‌های کارگری اتخاذ کرد، جنگ جدیدی علیه مواد مخدر آغاز کرد و دستور اشغال گرانادا را صادر کرد. دور دوم او عمدتاً شاهد مسایل خارجی بود، نظیر پایان جنگ سرد، بمباران ۱۹۸۶ لیبی، و افشای جریان ایران کنترا. او که علناً اتحاد شوروی را امپراتوری شیطانی توصیف می‌کرد، از جنبش‌های ضد کمونیستی حمایت می‌کرد و دور اولش را با دستور افزایش شدید مسابقه تسلیحاتی با شوروی صرف پایان‌دادن به استراتژی تشنج‌زدایی کرد. ریگان با رهبر شوروی میخاییل گورباچف مذاکره کرد که منجر به معاهده آی‌ان‌اف و کاستن از زرادخانه هسته‌ای هر دو کشور شد. با این که ریگان هزینه‌های داخلی را کاهش داد، هزینه‌های نظامی در دورهٔ او افزایش یافت.
ریگان در ۲۰ ژانویه ۱۹۸۹ از سمت خود کنار رفت. در ۱۹۹۴، رئیس‌جمهور سابق فاش کرد در آن سال بیماری آلزایمر در او تشخیص داده شده، او در ۵ ژوئن ۲۰۰۴ در ۹۳ سالگی درگذشت. او که نمادی از محافظه کاری‌ست در نظرخواهی‌های عمومی رؤسای جمهور آمریکا رتبه بالایی دارد و به دلیل ایجاد رنسانسی ایدئولوژیک در راست سیاسی آمریکا اعتبار دارد.
ریگان با اتکا به اوج‌گیری احساسات راست گرایانه در آمریکا در انتخابات ریاست جمهوری ایالات متحده آمریکا سال ۱۹۸۰ به پیروزی رسید. وی در سال ۱۹۸۹ در حالی کاخ سفید را ترک کرد که دو سوم مردم آمریکا عملکرد وی را در دوران زمامداریش مورد تأیید قرار دادند. این بالاترین نرخ رضایت افکار عمومی آمریکا از یک رئیس‌جمهور بازنشسته در دوران پس از جنگ جهانی دوم بود.
وی اگرچه دورانی طلایی را به عنوان بازیگر سینما سپری کرده بود، رفته‌رفته جذب حزب جمهوری‌خواه ایالات متحده آمریکا و در نهایت عضو فعال این حزب در سال ۱۹۶۶ شد. در انتخابات ریاست جمهوری ۱۹۶۴، ریگان به حمایت از کاندیدای جمهوریخواه، بری گلدواتر پرداخت و سخنرانی مشهوری تحت عنوان "زمان انتخاب" ("Time For A Choosing") را ایراد نمود. در این سخنرانی او علیه برنامه‌های دولتی و مالیات بالا سخن گفت و به وظیفه اخلاقی آمریکا در مقابل مردم زیر سلطه اروپای شرقی و ضرورت ایستادگی در برابر شوروی تأکید نمود. این سخنرانی موجب شهرت ریگان شد، هرچند نهایتاً گلدواتر در انتخابات شکست خورد. ریگان تا سال ۱۹۷۵ فرماندار ایالت کالیفرنیا بود. در سال ۱۹۸۰ وی کاندیدای ریاست جمهوری از حزب جمهوری‌خواه گردید. وی در رقابت‌های انتخاباتی‌اش در مقابل جیمز ایرل کارتر شعارهای میانه‌رو داد و توانست از نارضایتی دموکرات‌ها علیه اقدامات کارتر بهره‌مند شود. یکی از مهم‌ترین مسایل در انتخابات سال ۱۹۸۰، سرنوشت کارمندان گروگان گرفته شده سفارت آمریکا در ایران بود. دموکرات‌ها امید داشتند که پیش از انتخابات، با آزادسازی گروگان‌ها، (سورپرایز اکتبر، October Surprise) بتوانند اعتبار کارتر را بالا ببرند، اما حکومت ایران، گروگان‌ها را پس از انتخابات و ۲۰ دقیقه پس از سخنرانی ریگان در مراسم تحلیف ریاست جمهوریش آزاد کرد و موجب شد عده‌ای تأخیر در آزادسازی گروگان‌ها را توطئه‌ای از جانب حزب جمهوری‌خواه و ریگان برای پیروزی در انتخابات بدانند، اگرچه مجلسین آمریکا، در تحقیقات مستقلی این اتهام را فاقد شواهد کافی یافتند.
ریگان سه ماه پس از ورود به کاخ سفید مورد سوءقصد قرار گرفت، اما جان سالم به در برد. جرئت و جسارت وی در مواجهه با این واقعه زمینه محبوبیت بیشتر وی در میان افکار عمومی آمریکا را پدید آورد. کنترل تورم و بهبود وضعیت اقتصادی زمینه انتخاب مجدد ریگان را در انتخابات سال ۱۹۸۴ فراهم آورد. وی دستور حملات مختلفی را به برخی از کشورها از جمله جزایر کارائیب، لبنان و لیبی صادر کرد.
محبوبیت ریگان پس از رسوایی ایران - کنترا در سال ۱۹۸۶ تنزل یافت. اما ریگان خود را به عنوان رئیس‌جمهوری خلل‌ناپذیر شناسانده بود. مذاکرات ۴ روزه وی با «میخائیل گورباچف» رئیس‌جمهور وقت اتحاد شوروی را باید نقطه عطفی در دوران زندگانی وی و تاریخ آمریکا نامید. وی در سال ۱۹۹۴ دچار بیماری آلزایمر شد و ده سال بعد بر اثر همین بیماری درگذشت.

## زندگی
ریگان که متولد تمپیکو، ایلینوی و بزرگ‌شدهٔ دیکسن، ایلینوی بود، در یوریکا کالج تحصیل کرد و در اقتصاد و جامعه‌شناسی لیسانس گرفت. پس از فارغ‌التحصیلی، ریگان ابتدا به آیووا رفت تا به کار در یک رادیو بپردازد، و سپس، در ۱۹۳۷، به لس آنجلس رفت که در آنجا کارش به عنوان هنرپیشه را، ابتدا در فیلم‌ها و سپس در تلویزیون شروع کرد. برخی از سرشناس‌ترین فیلم‌های او عبارتند از نوت راکنی آمریکایی (۱۹۴۰), ردیف پادشاهان (۱۹۴۲), ووقت خواب برای بونزو (۱۹۵۱). ریگان به عنوان رئیس صنف بازیگران صحنه و سپس سخنگوی جنرال الکتریک (جی ئی) کار کرد؛ نقطه شروع او در سیاست در طی کارش در جی ئی رخ داد. مواضع او که در ابتدا عضو حزب دمکرات بود، در دههٔ ۱۹۵۰ به سوی راست متمایل شد، و او در ۱۹۶۲ به حزب جمهوری‌خواه پیوست.

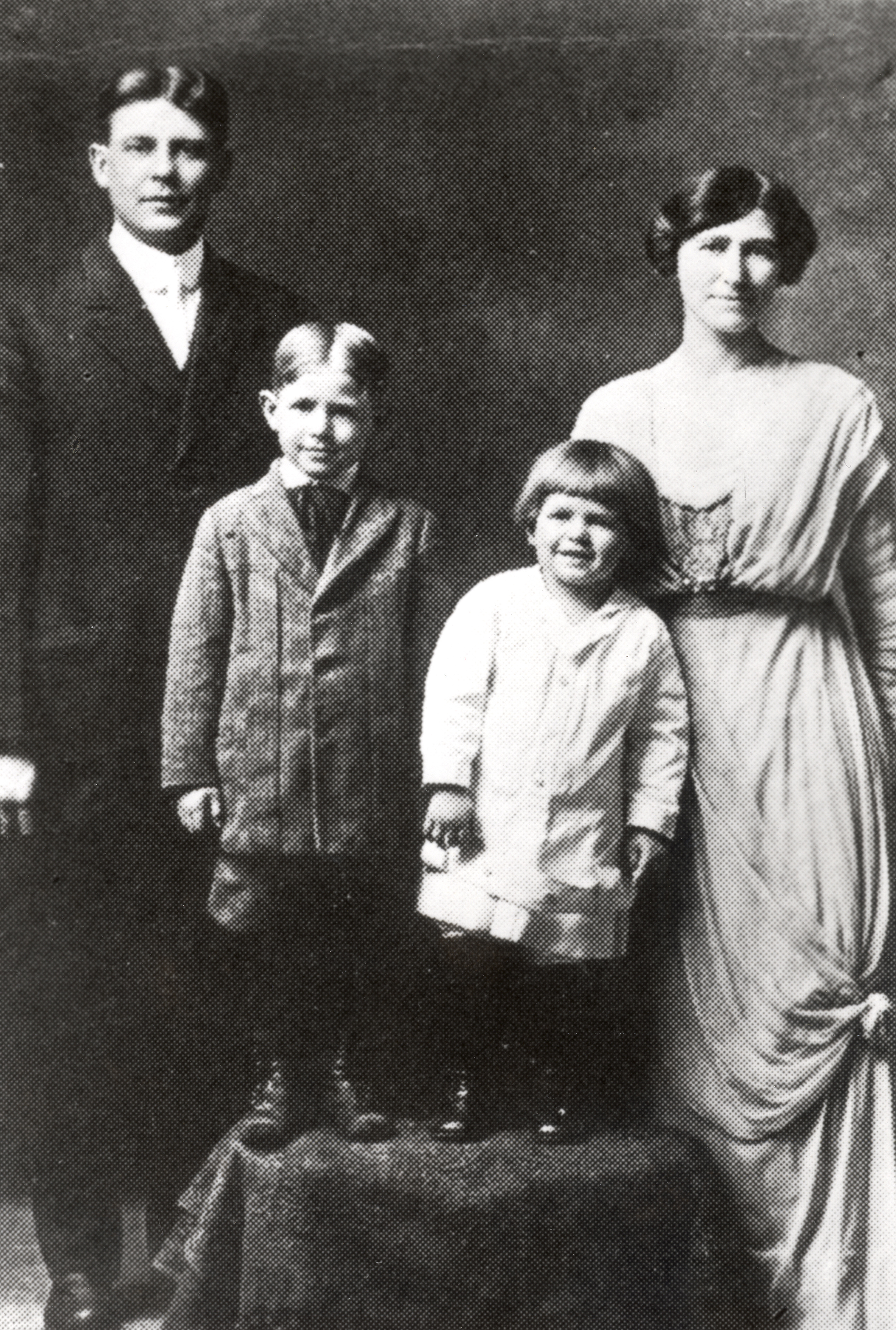
رونالد ریگان (با مدل موی هلندی)، برادر بزرگ‌تر و پدر و مادرشان؛ عکس در حدود ۱۹۱۵

رانلد ویلسن ریگان در آپارتمانی در طبقهٔ دوم ساختمانی تجاری در تمپیکو، ایلینوی در ۶ فوریهٔ ۱۹۱۱، به دنیا آمد. او پسر نل ویلسن ریگان و جان ادوارد «جک» ریگان بود. پدر ریگان فروشنده و قصه گو، و نوهٔ مهاجران کاتولیک ایرلندی از کاونتی تیپرری بود. تبار مادرش نیمی مردم اسکاتلندی و نیمی انگلیسی بود (مادر بزرگ مادری ریگان در ساری (انگلستان), انگلستان متولد شده بود). ریگان فقط یک برادر داشت به نام نیل (۱۹۰۸–۹۶) که از خودش بزرگتر بود و مدیر تبلیغاتی شد. پدر ریگان در کودکی او، به دلیل شباهت ظاهری او به یک تبلیغ پسر هلندی بر یک برند رنگ، به پسرش اسم مستعار «داچ» داده بود و مدل مویش «پسر هلندی» بود. این اسم در سرتاسر جوانی ریگان برای او به جا ماند.
خانوادهٔ ریگان در شهرهای متعددی در ایلینوی از جمله مون‌موث، ایلینوی، گیلزبرگ، ایلینوی، و شیکاگو زندگی کردند، در ۱۹۱۹ دوباره به تمپیکو برگشتند تا این که در نهایت در دیکسون، ایلینوی سکنی گزیدند و بالای یک مغازه زندگی کردند. به نوشته یکی از زندگی‌نامه نویسان، ریگان ایمانی قوی به خوبی مردم داشت که از ایمان خوش بینانهٔ مادرش، نل، و ایمان به مریدان مسیح، که در ۱۹۲۲ به آن غسل تعمید داده شد نشأت می‌گرفت.
ریگان در مخالفتش با تبعیض نژادی نامعمول بود و یک بار وقتی مهمانخانهٔ محل در دیکسون، به سیاهپوستان اجازه ورود نمی‌داد، او آن‌ها را به خانه آورد.

### حرفهٔ بازیگری

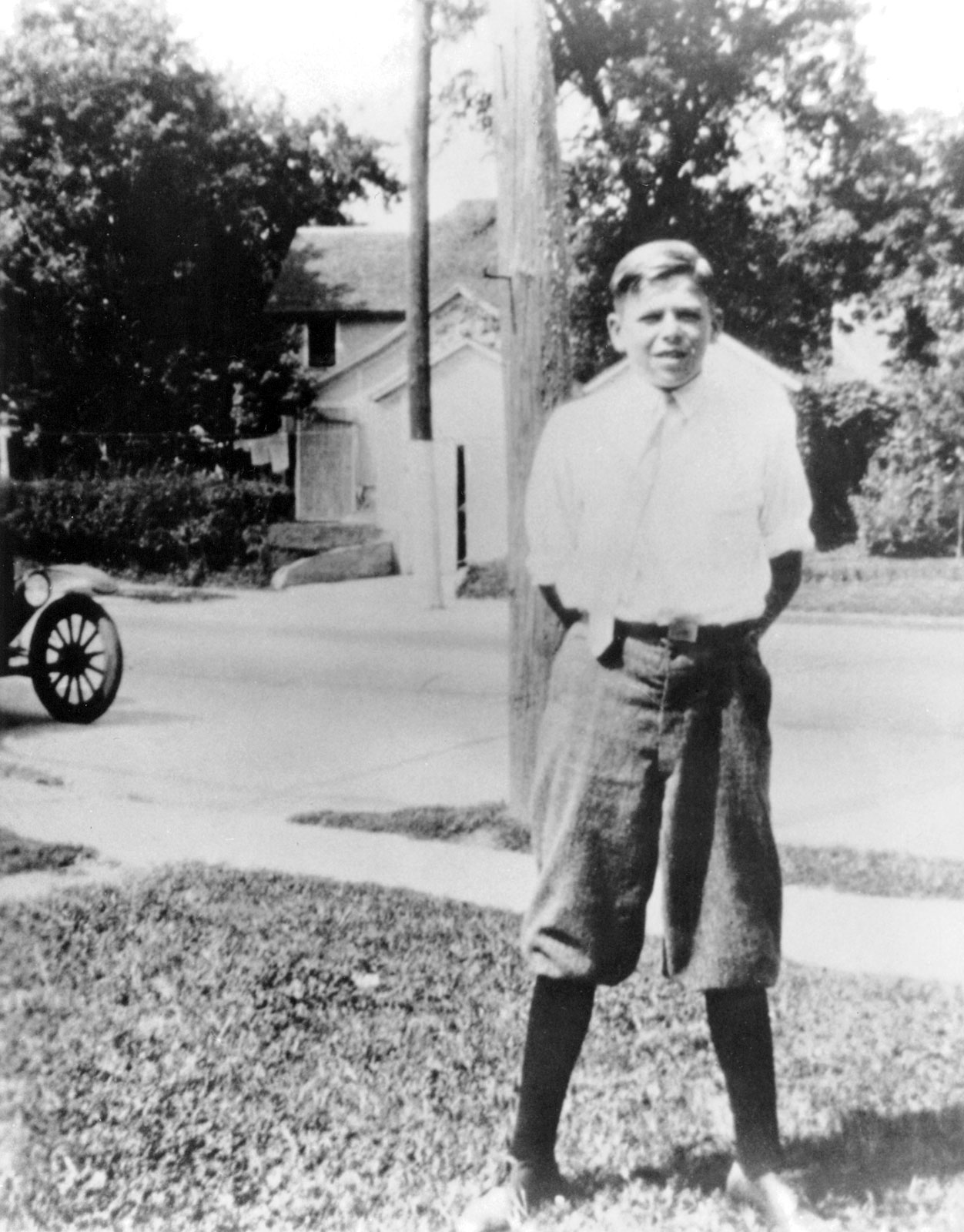
رونالد ریگان در نوجوانی، در دیکسون، ایلینوی

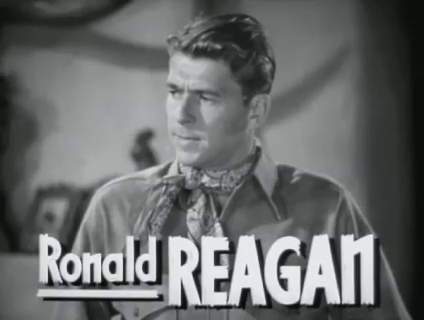
در فیلم مرد بد (۱۹۴۱)

ریگان پس از فارغ‌التحصیلی از یوریکا کالج در سال ۱۹۳۲، به آیووا رانندگی کرد و در شبکه‌های مختلف رادیویی اعلام برنامه می‌کرد. بعدتر در رادیویی در دموین، آیووا اعلام‌کنندهٔ بازی‌های بیسبال بود.
ریگان با فیلم عشق رسانه‌ای می‌شود در سال ۱۹۳۷ وارد عرصهٔ بازیگری شد.

### فعالیت‌های سیاسی
ریگان فعالیت سیاسی خود را به عنوان یک دمکرات هالیوودی شروع کرد و فرانکلین دلانو روزولت برایش یک «قهرمان واقعی» بود. او در دههٔ ۱۹۵۰ به جناح راست جابه‌جا شد، در سال ۱۹۶۲ جمهوریخواه شد، و بدل به یکی از سخنگویان پیشروی محافظه‌کار در کمپین ریاست‌جمهوری ۱۹۶۴ بری گلدواتر شد.
او در اوایل فعالیت سیاسیش به کمیته‌های سیاسی متعددی با جهت‌گیری چپی نظیر کمیتهٔ کهنه‌سربازان آمریکا پیوست. او علیه قانون حق کار مورد حمایت جمهوری‌خواهان مبارزه کرد و در ۱۹۵۰، که هلن گهگن داگلاس در انتخابات سنا از ریچارد نیکسون شکست خورد، به او رأی داده بود. با اطلاع یافتن از اثرگذاری شدید کمونیست‌ها بر چنین گروه‌هایی در پشت صحنه بود که او دوستانش را علیه آن‌ها بسیج کرد.
در گردهم‌آیی‌ها ریگان غالباً با بُعد ایدئولوژیکِ مستحکمی سخنرانی می‌کرد. در دسامبر ۱۹۴۵، او تحت فشار استودیوی برادران وارنر از هدایت یک گردهم‌آیی ضدهسته‌ای در هالیوود بازداشته شد. او بعدها وقتی مشخصاً مخالفتش با نابودی حتمی طرفین اعلام کرد، سلاح‌های هسته‌ای را به یکی از محورهای ریاست‌جمهوری‌اش تبدیل کرد. ریگان همچنین تلاش‌های پیشین برای محدودسازی اشاعهٔ سلاح‌های هسته‌ای را ادامه داد. در انتخابات ریاست‌جمهوری ایالات متحده آمریکا (۱۹۴۸), ریگان قویاً از هری ترومن حمایت کرد و به همراه او در یک سخنرانی مبارزات انتخاباتی در لس آنجلس روی سن ظاهر شد. در اوایل دهه ۱۹۵۰ رابطهٔ او با ننسی دیویس هنرپیشه گسترش یافت، و او با حمایت از کاندیداتوری‌های دوایت آیزنهاور (۱۹۵۲ و ۱۹۵۶) و ریچارد نیکسون (۱۹۶۰) برای ریاست جمهوری به راست حرکت کرد.
ریگان در سال ۱۹۵۴ توسط جنرال الکتریک (GE) به عنوان مجری تئاتر جنرال الکتریک، یک سریال هفتگی درام تلویزیونی، استخدام شد. وی همچنین به سراسر کشور سفر کرد و برای بیش از ۲۰۰٬۰۰۰ کارمند جنرال الکتریک سخنرانیهای انگیزشی داشت. بسیاری از سخنرانی‌های او - که خودش آن‌ها را می‌نوشت - غیرحزبی بود اما حامل پیامی محافظه کار و طرفدار کسب و کار بود. او تحت تأثیر لموئل بولور، مدیر ارشد جی ئی قرار داشت. بولور، به دلیل مواضع سرسختانه خود در برابر سندیکاها و استراتژی‌های ابتکاری خود برای جلب رضایت کارگران، مدافع اصول اصلی محافظه کاری مدرن آمریکا بود: بازارهای آزاد، ضدکمونیسم، مالیات پایین‌تر و دولت محدود. او که مشتاق این بود که گروه وسیعتری را مخاطب قرار دهد، اما توسط جنرال الکتریک اجازه ورود به سیاست را نمی‌یافت، شغلش را ترک کرد و رسماً به عنوان جمهوری‌خواه ثبت نام کرد. او اغلب می‌گفت، "من از حزب دموکرات خارج نشدم. حزب مرا ترک کرد. "
هنگامی که قانونی که به مدیکر تبدیل شد در سال ۱۹۶۱ ارائه شد، وی پیامی صوتی برای انجمن پزشکی آمریکا (AMA) ضبط کرد که هشدار می‌داد چنین قانونی به معنای پایان آزادی در آمریکا است. ریگان گفت که اگر شنوندگان وی برای جلوگیری از آن نامه ننویسند، "ما بلندی می‌شویم و می‌بینیم که سوسیالیسم داریم. و اگر شما این کار را نکنید، و اگر من این کار را نکنم، یکی از این روزها، من و شما سالهای آخر زندگی خود را این گونه خواهیم گذراند که به فرزندانمان بگوییم یک زمانی وقتی مردم آزاد بودند آمریکا چگونه بود. " از دیگر ابتکارات دمکرات که وی در دهه ۱۹۶۰ با آن مخالفت کرد شامل برنامه کوپن غذا، افزایش حداقل دستمزد و تأسیس سپاه صلح بود. او همچنین به انجمن ملی تفنگ (NRA) پیوست و به عضویت مادام العمر درآمد.
ریگان از طریق سخنرانی‌های خود برای بری گلدواتر، نامزد محافظه‌کار ریاست‌جمهوری، در سال ۱۹۶۴ مورد توجه ملی قرار گرفت. ریگان که برای گلدواتر صحبت می‌کرد، بر اعتقاد خود به اهمیت دولت کوچکتر تأکید کرد. وی موضوعاتی را که در گفتگوهای خود برای جنرال الکتریک برای ارائه سخنرانی معروف خود، " زمانی برای انتخاب " ایجاد کرده بود، تلفیق کرد:
پدران مؤسس می‌دانستند یک حکومت نمی‌تواند بدون کنترل کردن مردم اقتصاد را کنترل کند؛ و می‌دانستند که وقتی کی حکومت اقدام به آن کار کند، باید از زور و اجبار برای حصول مقصودش استفاده کند؛ بنابراین، ما به زمانی برای انتخاب رسیده‌ایم؛ به شما و من گفته شده بین چپ و راست انتخاب کنیم، ولی به نظر من چیزی تحت عنوان چپ یا راست وجود ندارد. فقط بالا و پایین وجود دارد. بالا به آرزوی دیرینه انسان - حداکثر آزادی فردی سازگار با نظم- یا پایین به کپه مورچه تمامیت‌خواهی.— October 27, 1964
این سخنرانی «یک زمان برای انتخاب» برای برگشتن ورق مبارزات انتخاباتی متزلزل گلدواتر کافی نبود، اما رویداد مهمی بود که دیده شدن سیاسی ریگان را در سطح ملی تثبیت کرد. دیوید برودر از روزنامه واشینگتن پست آن را «موفق‌ترین شروع فعالیت سیاسی ملی از زمان انتخاب ویلیام جنینگز برایان در کنوانسیون دموکراتیک ۱۸۹۶ با سخنرانی صلیب طلا» خواند.

#### فرماندار کالیفرنیا

رونالد و ننسی ریگان پیروزی خود در انتخابات فرمانداری را در هتل بیلتمور لس آنجلس جشن می‌گیرند

جمهوریخواهان کالیفرنیا پس از سخنرانی «زمان انتخاب کردن» که او در اواخر ۱۹۶۵ ایراد کرد تحت تأثیر دیدگاه‌های سیاسی و کاریزمای ریگان قرار گرفتند و او در ۱۹۶۶ مبارزات خود را برای فرمانداری کالیفرنیا آغاز کرد. او بر دو مورد در مبارزاتش تأکید کرد: فرستادن تنبل‌های وابسته به برنامه‌های رفاهی به سر کار و تمیز کردن کثافات از دانشگاه برکلی (در اشاره به تظاهرات ضد حاکمیت و جنگ). او موفق شد کاری که دو نامزد قبلی جمهوریخواه نتوانسته بودند را انجام دهد و فرماندار دو دوره‌ای کالیفرنیا، پت براون را شکست دهد.

### اتهام نژادپرستی
نواری از گفتگوی تلفنی رونالد ریگان با ریچارد نیکسون در سال ۱۹۷۱ (زمانی که فرماندار کالیفرنیا بود) توسط نشریه آتلانتیک منتشر شد که ریگان دیپلماتهای کشورهای آفریقایی در سازمان ملل را «میمون» توصیف می‌کند که یکی از تعابیر جاافتاده سفیدپوستهای نژادپرست است.

## حرفه سرگرمی

### رادیو و فیلم
ریگان در سال ۱۹۳۲ پس از دریافت مدرک کارشناسی در رشته‌های اقتصاد و جامعه‌شناسی از کالج یورکا،  در دِوِنپورت آیوا، به عنوان گزارشگر ورزشی برای چهار بازی فوتبال در کنفرانس بیگ تن مشغول به کار شد. او سپس در دموین آیووا به عنوان گزارشگر برای تیم شیکاگو کابز در رادیو WHO کار کرد. تخصص او در تهیه گزارش‌هایی لحظه‌ای از بازی‌ها با استفاده از توضیحات ساده‌ای که ایستگاه از طریق تلگراف دریافت می‌کرد بود.در عین حال، او به‌طور مکرر مخالفت خود را با نژادپرستی نیز ابراز می‌کرد. در سال ۱۹۳۶، در حالی که تیم کابز جهت تمرینات بهاری خود عازم کالیفرنیا شده بود ریگان نیز آن‌ها را در این سفر همراهی می‌کرد که در همین حین گرفتن یک تست هنرپیشگی از ریگان منتهی به امضا قراردادی هفت ساله، توسط شرکت برادران وارنر با وی شد.
ریگان در سال ۱۹۳۷ وارد هالیوود شد و در فیلم عشق رسانه‌ای می‌شود برای اولین بار نقش ایفا کرد. رونالد ریگان پیش از آنکه در آوریل ۱۹۴۲ خدمت سربازی خود را آغاز کند، با استفاده از یک رویکرد ساده و مستقیم در بازیگری و پیروی از دستورهای کارگردان‌هایش، در سی فیلم ایفای نقش کرد که بیشتر آن‌ها فیلم‌های درجه ب بودند. او با بازی نقش «جورج گیپ» در فیلم نوت راکنی آمریکایی، از ایفای نقش در این سبک از فیلم‌ها کناره‌گیری کرد، اما این نقش آخر او مسبب آن شد زمانی که وی برای ریاست جمهوری کاندید شده بود، در کارزارهای انتخاباتی‌اش گزارشگران او را "گیپر" بنامند. ریگان در فیلم "ردیف پادشاهان" نقش فردی را بازی کرد که پای خود را از دست داده بود. این اجرا توسط بسیاری از منتقدان بهترین هنرنمایی او تلقی شد. ریگان با آن هنرنمایی خود، تبدیل به یک ستاره شد؛ به نحوی که نظرسنجی‌های گالوپ او را در بین ۱۰۰ ستاره برتر مابین سال‌های ۱۹۴۱ تا ۱۹۴۲ قرار دادند.
جنگ جهانی دوم باعث شد دومینوی شهرت سینمایی ریگان فرو بریزد، بگونه‌ای که او دیگر هیچ‌گاه نتواست به آن سطح از شهرت دست پیدا کند زیرا شرکت برادران وارنر نسبت به توانایی او در جذب مردم جهت فروش بلیت دچار تردید شده بود. حال ریگان که دامنه بازیگری‌اش محدود شده بود، از نقش‌هایی که به او پیشنهاد می‌شد ناراضی بود. لو واسرمن به ریگان کمک کرد تا در جهت تغییر شرایطِ قراردادش با شرکت برادران وارنر مذاکره کند به‌طوری که در نهایت او قادر شد به صورت غیر وابسته با استودیوهای یونیورسال پیکچرز، پارامونت پیکچرز و آر کی او پیکچرز نیز فیلم بسازد. در این هنگام ریگان در چندین فیلم وسترن ظاهر شد، چیزی که پیش از این در زمان کار با شرکت برادران وارنر به او داده نمی‌شد. در سال ۱۹۵۲، او به رابطه خود با شرکت برادران وارنر پایان داد  اما در مجموع در ۵۳ فیلم ظاهر شد که آخرینش فیلم قاتلان بود.

### خدمت سربازی

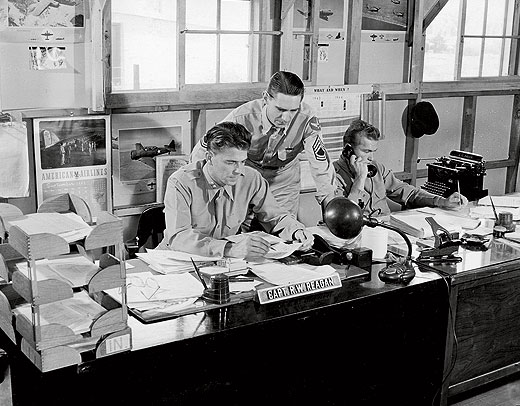
ریگان در فورت روچ، بین ۱۹۴۳ و ۱۹۴۴

در آوریل ۱۹۳۷، ریگان به نیروی ذخیره ارتش ایالات متحده پیوست و به‌عنوان یک سرباز ساده در هنگ ۳۲۲ سواره‌نظام در دموین منصوب شد و سپس به درجه ستوان دوم در سپاه ذخیره افسران ارتقا یافت. بعدها، او به هنگ ۳۲۳ سواره‌نظام در کالیفرنیا منتقل شد. با بدتر شدن روابط بین ایالات متحده و ژاپن، ریگان در حالی که مشغول فیلم‌برداری فیلم ردیف پادشاهان بود، به خدمت فعال فراخوانده شد. با این حال، وکلای شرکت برادران وارنر و لو واسرمن موفق شدند معافیت موقتی برای او بگیرند تا فیلم را در اکتبر ۱۹۴۱ به پایان برساند. اما برای جلوگیری از اتهام فرار از خدمت، استودیو اجازه داد که او در آوریل ۱۹۴۲ به ارتش بپیوندد.
ریگان با نزدیک بینی شدید برای انجام وظیفه معرفی شد. نخستین مأموریت او در پایگاه فورت میسون به عنوان افسر رابط بود؛ نقشی که به او اجازه داد به نیروی هوایی ارتش ایالات متحده (AAF) منتقل شود. ریگان به‌عنوان افسر روابط عمومی نیروی هوایی منصوب شد و به واحد ۱۸ام پایگاه نیروی هوایی در کالور سیتی منتقل گردید. او در آنجا احساس می‌کرد که به دلیل «بی‌کفایتی، تأخیرها و ناکارآمدی‌های» بوروکراسی فدرال، «برکنار کردن یک کارمند نالایق یا تنبل غیرممکن است». با این حال، ریگان در گروه نمایشی موقت نیروی وظیفه در بوربانک شرکت کرد و به ساخت فیلم‌های نمایشی ادامه داد. همچنین برای انجام مأموریتی موقت به نیویورک اعزام شد تا در ششمین کارزار قرض جنگی (War Loan Drive) مشارکت کند. پس از آن وی مجدداً به پایگاه فورت مک‌آرتور منتقل شد تا اینکه در ۹ دسامبر ۱۹۴۵ با درجه سروانی از خدمت مرخص شد. ریگان در طول دوران خدمت نظامی خود بیش از ۴۰۰ فیلم آموزشی تولید کرد.

### ریاست انجمن بازیگران سینما
وقتی رابرت مونتگومری در تاریخ ۱۰ مارس ۱۹۴۷ از ریاست انجمن بازیگران سینما (SAG) استعفا داد، ریگان در یک انتخابات ویژه به‌عنوان رئیس جدید انتخاب شد. در دوره اول ریاست ریگان، اختلافات گوناگونی میان کارگران و مدیریت، فهرست سیاه هالیوود، و اجرای قانون تفت-هارتلی (Taft–Hartley Act) به وقوع پیوست. ریگان پس از اعتصاب جمعه سیاه هالیوود، انجمن بازیگران سینما را در هم‌سویی با استودیوها در برابر کنفرانس اتحادیه‌های استودیو (Conference of Studio Unions) قرار داد. ریک پرلستین در کتاب پل نامرئی نوشت که اقدامات ریگان مشروعیتی به تلاش‌های استودیوها برای سرکوب اتحادیه‌های رادیکال‌تر بخشید، زیرا برای لیبرال‌های حاضر در ریاست انجمن بازیگران سینما که تمایلی به اعتصاب نداشتند، «روایتی فراهم کرد که آن‌ها را به بی‌گناهان اخلاقی تبدیل کرد، نه به خیانت‌کاران». در تاریخ ۱۰ آوریل، اداره تحقیقات فدرال (FBI) از ریگان بازجویی کرد و او نام بازیگرانی را که گمان می‌کرد به کمونیسم تمایل دارند، ارائه داد.در یک جلسه استماع کمیته فعالیت‌های ضدآمریکایی مجلس نمایندگان، ریگان شهادت داد که برخی از اعضای انجمن با حزب کمونیست در ارتباط هستند. و او به‌خوبی از یک «اعتصاب حقوقی» آگاه بوده است.  وقتی از او پرسیده شد که آیا از تلاش‌های کمونیستی در انجمن فیلمنامه‌نویسان (Screen Writers Guild) آگاه است یا خیر، او اطلاعات مربوط به این تلاش‌ها را «شنیده‌ها» خواند.  ریگان در تاریخ ۱۰ نوامبر ۱۹۵۲ از ریاست انجمن بازیگران سینما استعفا داد، اما همچنان در هیئت‌مدیره باقی ماند.
انجمن بازیگران سینما در جهت دریافت حق پرداخت‌های ماندگار (residual payments) از تهیه‌کنندگان فیلم، مبارزه کرد، و در ۱۶ نوامبر ۱۹۵۹، هیئت مدیره ریگان را برای دومین بار به عنوان رئیس انجمن بازیگران سینما انتخاب کرد. ریگان توانست پرداخت‌هایی را برای بازیگرانی که فیلم‌های سینمایی‌شان بین سال‌های ۱۹۴۸ تا ۱۹۵۹ اکران و سپس از تلویزیون پخش شده بود، تضمین کند. در ابتدا تهیه‌کنندگان موظف به پرداخت حق‌الزحمه مستقیم به بازیگران بودند، اما در نهایت توافق شد که به‌جای آن، مستمری و پرداخت‌های ماندگار برای فیلم‌هایی که پس از سال ۱۹۵۹ ساخته شده بودند، ارائه شود. ریگان در تاریخ ۷ ژوئن ۱۹۶۰ از ریاست انجمن بازیگران سینما استعفا داد و از هیئت‌مدیره نیز کنار رفت.

### ازدواج و فرزندان

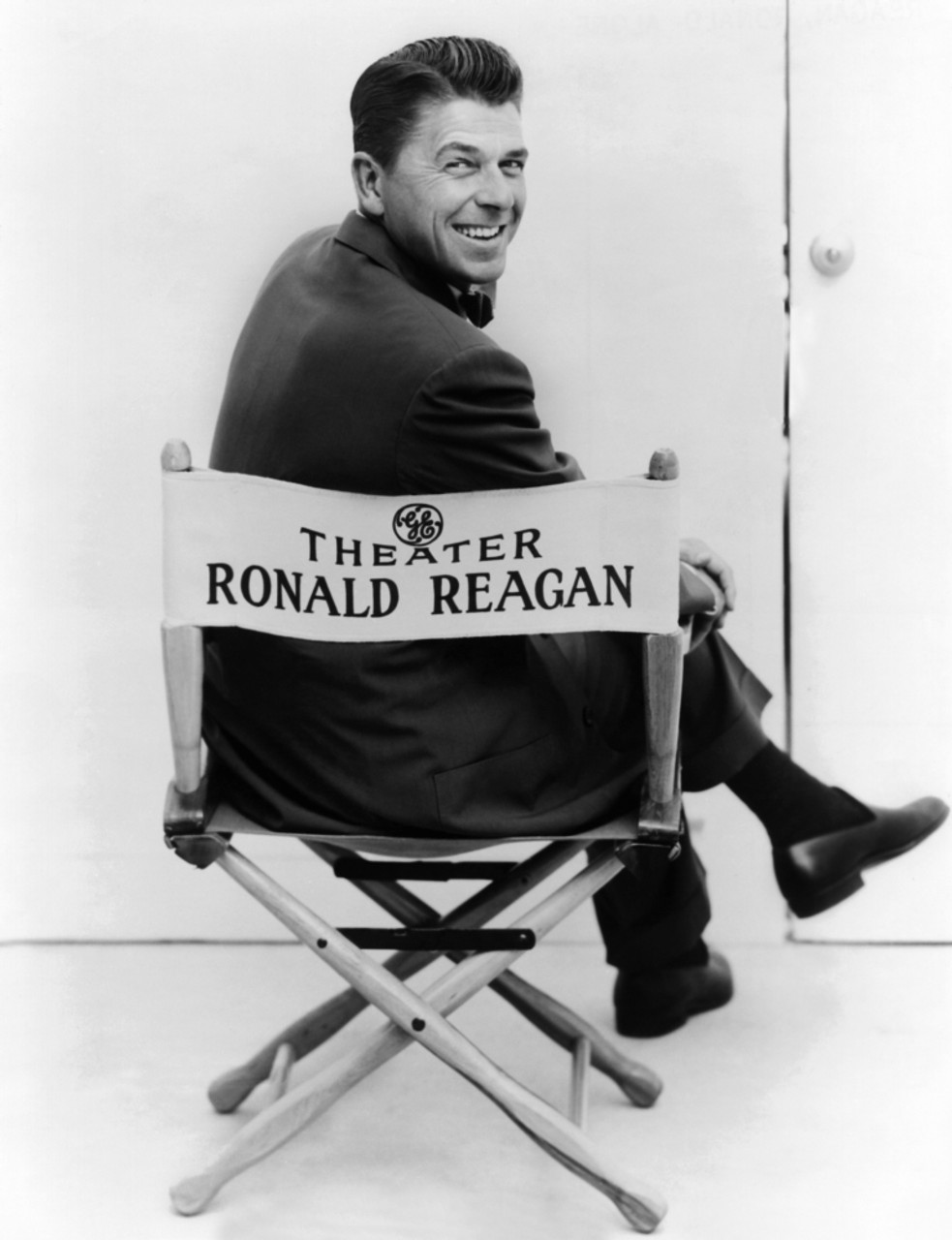
عکس تبلیغاتی رونالد ریگان برای نمایش تلویزیونی جنرال الکتریک

ریگان در ژانویه ۱۹۴۰ با همبازی اش در فیلم موش برادر (Brother Rat)، جین وایمن ازدواج کرد.   آنها با هم صاحب دو دختر بیولوژیکی شدند؛ مورین که در سال ۱۹۴۱ متولد شد و کریستین در سال ۱۹۴۷ که نارس به دنیا آمد و روز بعد درگذشت.آن‌ها همچنین یک پسر به نام مایکل را در سال ۱۹۴۵ به فرزندی پذیرفتند. وایمن در ژوئن ۱۹۴۸ درخواست طلاق داد. او به سیاست علاقه‌ای نداشت و گاه‌گاهی با ریگان دچار مشاجره، آشتی و سپس جدایی می‌شد. اگرچه ریگان برای این جدایی آمادگی نداشت، طلاق آن‌ها در ژوئیه ۱۹۴۹ نهایی شد اما ریگان رابطه نزدیک خود را با فرزندانش حفظ کرد. در همان سال، ریگان با نانسی دیویس آشنا شد. نانسی با ریگان که رئیس انجمن بازیگران سینما بود تماس گرفته بود تا دربارهٔ درج اشتباهی نامش در فهرست سیاه کمونیست‌های هالیوود توضیح دهد؛ او با فرد دیگری به همین نام اشتباه گرفته شده بود. آنها در مارس ۱۹۵۲ ازدواج کردند  و صاحب دو فرزند با نام‌های پتی در اکتبر ۱۹۵۲ و رون در می ۱۹۵۸ شدند. ریگان دارای سه نوه از فرزندانش است.

### تلویزیون
به توصیه لئو واسرمن، ریگان مجری نمایش تلویزیونی جنرال الکتریک (General Electric Theater)، یکی از تولیدات شرکت ام‌سی‌ای کورپوریشن شد. این برنامه با حضور مهمانان مشهور متعددی اجرا می‌شد،  و رونالد و نانسی ریگان (که همچنان با نام هنری نانسی دیویس شناخته می‌شد)، در سه قسمت با هم بازی کردند.  وقتی از ریگان پرسیده شد چگونه توانسته چنین ستارگانی را در دوران ابتدایی تلویزیون جهت حضور در این برنامه جذب کند، پاسخ داد: «داستان‌های خوب، کارگردانی قوی، و کیفیت تولید بالا» با این حال، در دهه ۱۹۶۰ میزان بینندگان این برنامه کاهش یافت و برنامه در سال ۱۹۶۲ منحل شد. در سال ۱۹۶۵، ریگان مجری برنامه دیگری از تولیدات ام‌سی‌ای کورپوریشن با عنوان روزهای دره مرگ (Death Valley Days) شد.

## نظر افکار عمومی دربارهٔ ریگان

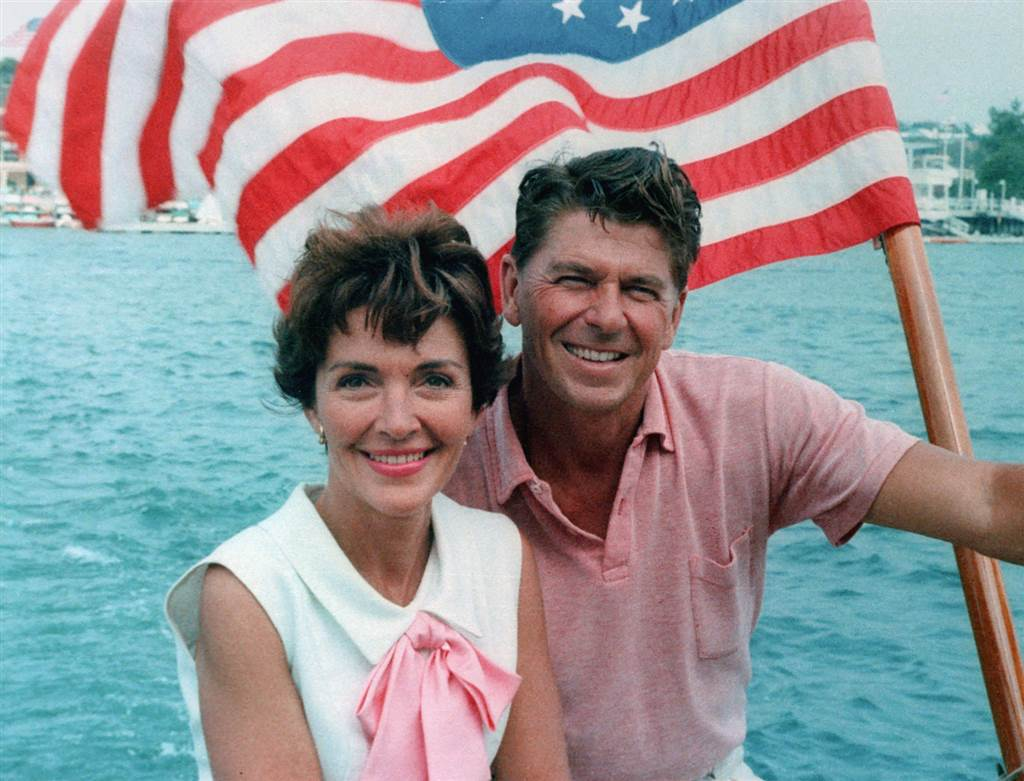
رونالد ریگان و همسرش نانسی در قایق در کالیفرنیا سال ۱۹۶۴

ریگان در ۱۹۸۹ از سمت خود کنار رفت. در ۱۹۹۴، رئیس‌جمهور سابق فاش کرد در آن سال بیماری آلزایمر در او تشخیص داده شده. او ده سال بعد در ۹۳ سالگی درگذشت. او که نمادی از محافظه‌کاری است، در نظرخواهی‌های عمومیِ رؤسای جمهور آمریکا رتبهٔ بالایی دارد و به‌دلیل ایجاد رنسانسی ایدئولوژیک در راستِ سیاسیِ آمریکا اعتبار دارد.
ریگان با اتکا به اوج‌گیری احساسات راست گرایانه در آمریکا در انتخابات ریاست جمهوری ایالات متحده آمریکا سال ۱۹۸۰ به پیروزی رسید. وی در سال ۱۹۸۹ در حالی کاخ سفید را ترک کرد که دو سوم مردم آمریکا عملکرد وی را در دوران زمامداریش مورد تأیید قرار دادند. این بالاترین نرخ رضایت افکار عمومی آمریکا از یک رئیس‌جمهور بازنشسته در دوران پس از جنگ جهانی دوم بود.
وی اگرچه دورانی طلایی را به عنوان بازیگر سینما سپری کرده بود، رفته رفته جذب حزب جمهوریخواه ایالات متحده آمریکا و در نهایت عضو فعال این حزب در سال ۱۹۶۶ شد. در انتخابات ریاست جمهوری ۱۹۶۴، ریگان به حمایت از کاندیدای جمهوریخواه، بری گلدواتر پرداخت و سخنرانی مشهوری تحت عنوان "زمان انتخاب" ("Time For A Choosing") را ایراد نمود. در این سخنرانی او علیه برنامه‌های دولتی و مالیات بالا سخن گفت و به وظیفه اخلاقی آمریکا در مقابل مردم زیر سلطه اروپای شرقی و ضرورت ایستادگی در برابر شوروی تأکید نمود. این سخنرانی موجب شهرت ریگان شد، هرچند نهایتاً گلدواتر در انتخابات شکست خورد.
ریگان تا سال ۱۹۷۵ فرماندار ایالت کالیفرنیا بود. در سال ۱۹۸۰ وی کاندیدای ریاست جمهوری از حزب جمهوری‌خواه گردید. وی در رقابت‌های انتخاباتی‌اش در مقابل جیمز ایرل کارتر شعارهای میانه‌رو داد و توانست از نارضایتی دموکرات‌ها علیه اقدامات کارتر بهره‌مند شود. یکی از مهم‌ترین مسایل در انتخابات سال ۱۹۸۰، سرنوشت کارمندان گروگان گرفته شده سفارت آمریکا در ایران بود. دموکراتها امید داشتند که قبل از انتخابات، با آزادسازی گروگانها قبل از انتخابات، (سورپرایز اکتبر، October Surprise) بتوانند اعتبار کارتر را بالا ببرند، اما حکومت ایران، گروگانها را پس از انتخابات و ۲۰ دقیقه پس از سخنرانی ریگان در مراسم تحلیف ریاست جمهوریش آزاد کرد و موجب شد عده‌ای تأخیر در آزادسازی گروگانها را توطئه‌ای از جانب حزب جمهوریخواه و ریگان برای پیروزی در انتخابات بدانند، اگرچه مجلسین آمریکا، در تحقیقات مستقلی این اتهام را فاقد شواهد کافی یافتند.

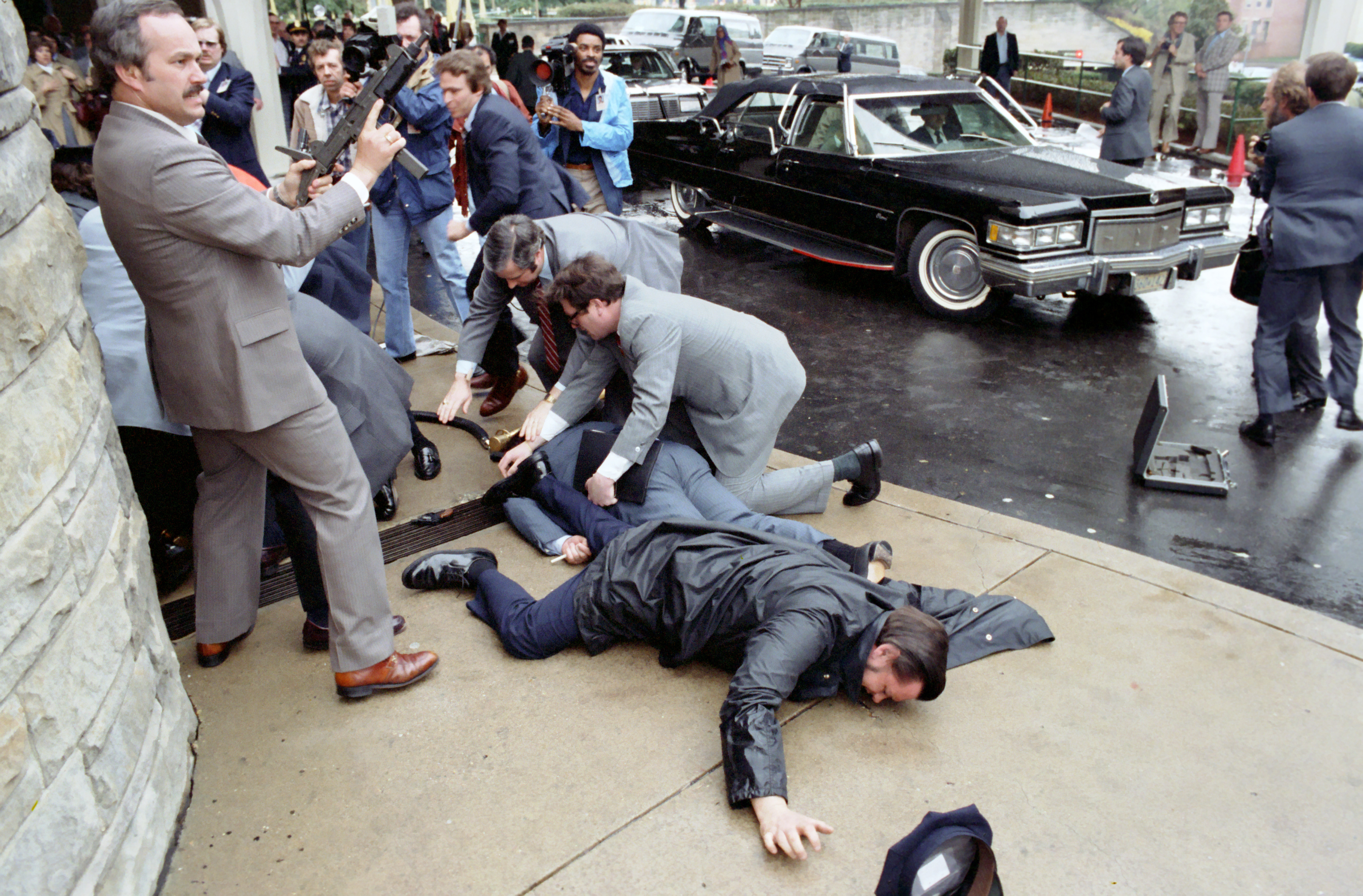
صحنه ترور رونالد ریگان، در ۳۰ مارچ ۱۹۸۱ میلادی. مأموران سرویس مخفی ایالات متحده آمریکا در حال خلع سلاح جان هینکلی و در تلاش برای حفاظت از جان ۴۰مین رئیس‌جمهور ایالات متحده آمریکا.

ریگان سه ماه پس از ورود به کاخ سفید مورد سوء قصد قرار گرفت، اما جان سالم به‌دربرد. جرئت و جسارت وی در مواجهه با این واقعه زمینهٔ محبوبیت بیشتر وی در میان افکار عمومی آمریکا را پدید آورد. کنترل تورم و بهبود وضعیت اقتصادی زمینهٔ انتخاب مجدد ریگان را در انتخابات سال ۱۹۸۴ فراهم آورد. وی دستور حملات مختلفی را به برخی از کشورها، از جمله جزایر کارائیب، لبنان و لیبی صادر کرد.
محبوبیت ریگان پس از رسوایی ایران - کنترا در سال ۱۹۸۶ تنزل یافت. اما ریگان خود را به‌عنوان رئیس‌جمهوری خلل‌ناپذیر شناسانده‌بود. مذاکرات ۴روزهٔ وی با میخائیل گورباچف، رئیس‌جمهور وقتِ اتحاد جماهیر شوروی را باید نقطهٔ عطفی در دوران زندگانی وی و تاریخ آمریکا نامید.
وی در سال ۱۹۹۴ دچار بیماری آلزایمر شد و ده سال بعد بر اثر همین بیماری درگذشت.

## دوران جنگ سرد

ریگان با سخنرانی در برابر دروازهٔ براندنبورگ برلین، (این دیوار را در هم بشکن!)

در این دوران ریگان با مطرح‌کردن طرح‌هایی چون جنگ ستارگان، شوروی را در موقعیتی ضعیف‌تر از قبل قرار داد. هزینه‌های نظامی آمریکا در دوران ریگان افزایش یافت و افزایش تعداد ناوهای جنگی آمریکا در دستور کار قرار گرفت. به عقیدهٔ کارشناسان، ادعاهای سرسری و نظامی ریگان یکی از عوامل تسریع در فروپاشی شوروی بود. از اقدامات مشهور او می‌توان به سخنرانی به تاریخ ۱۲ ژوئن ۱۹۸۷ در برابر دروازهٔ براندنبورگ برلین و فراخواندن گورباچف به برچیدن دیوار برلین اشاره کرد.

## جنگ ایران و عراق

### ماجرای مک‌فارلین
در اوائل جنگ ریگان از عراق حمایت‌های اطلاعاتی می‌کرد. ولی سیاست آمریکا در قبال جنگ ایران و عراق این بود که هر دو طرف برنده نشوند. پس از ۱۸ماه قصد مذاکره با ایران و برقراری روابط دیپلماتیک را داشت که با فاش شدن ماجرا رسوایی موسوم به ماجرای مک‌فارلین یا ایران-کنترا به وجود آمد.

## نگارخانه

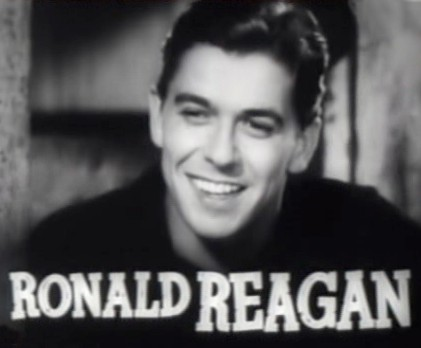
در هالیوود
ریگان و قابوس بن سعید
در حال سوارکاری با ملکه الیزابت دوم
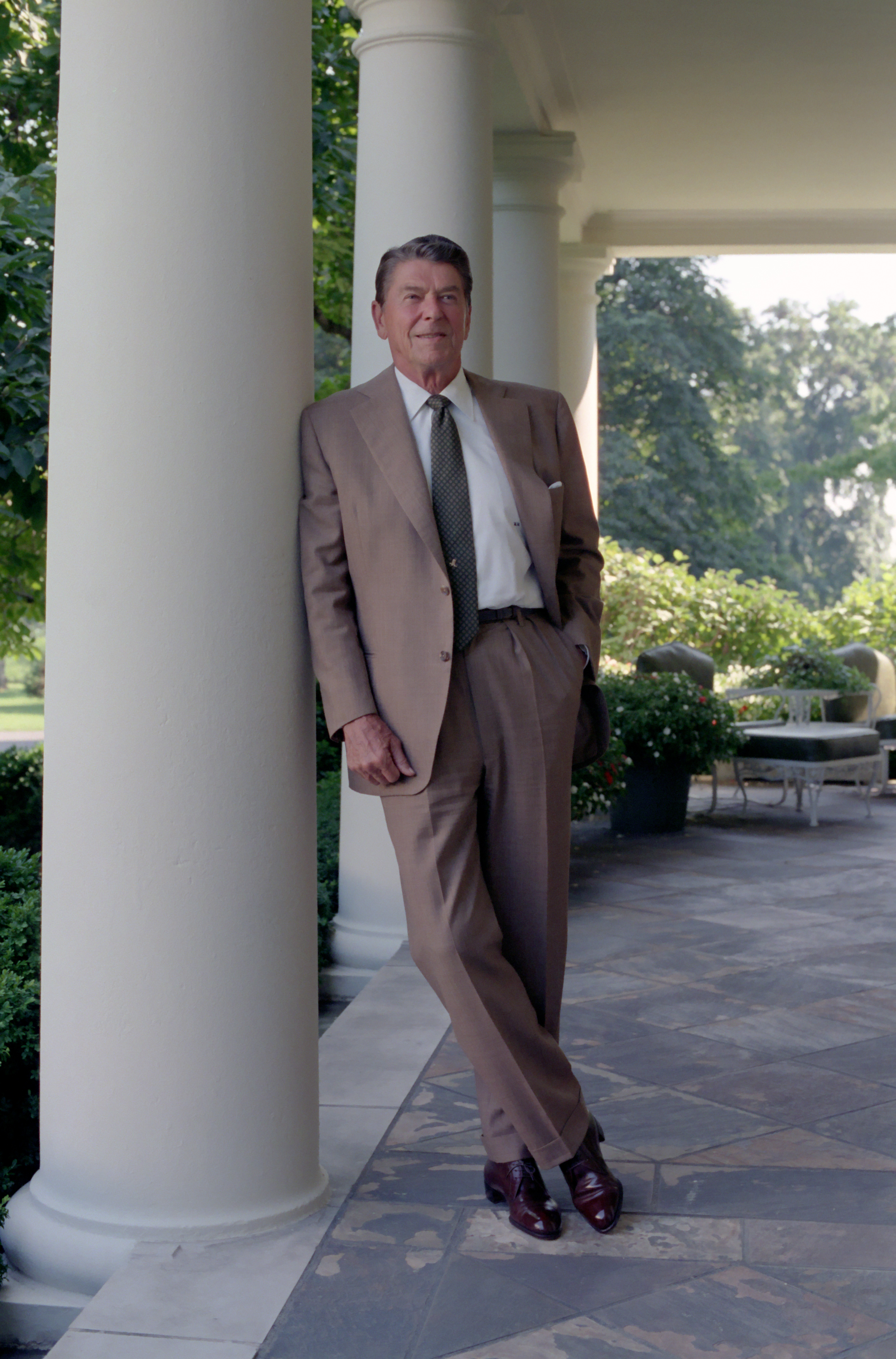
یک روز کاری در کاخ سفید
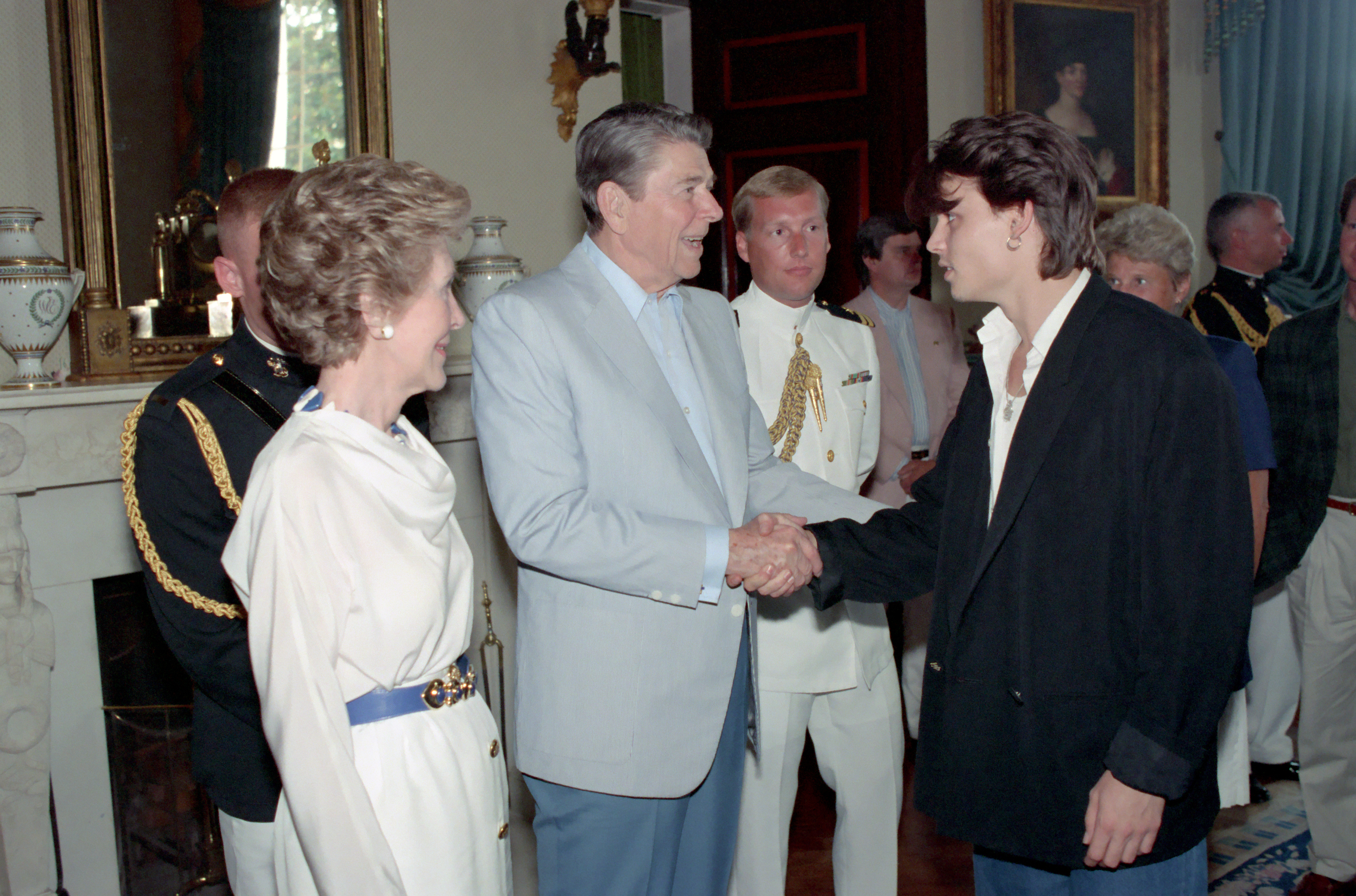
ریگان و جانی دپ در سال ۱۹۸۸